# Жебрак (новела)
«Жебра́к» (фр. Le Gueux) — новела французького письменника Гі де Мопассана, написана в 1884 році. Сюжет твору розповідає про трагічну смерть жебрака, відкинутого байдужим суспільством.

## Історія
Ця новела вперше була надрукована 9 березня 1884 року в газеті «Le Gaulois». Пізніше Гі де Мопассан включив її до складу збірки «Казки дня і ночі». Перший український переклад цього твору належить перу Людмили Івченкової, він побачив світ у восьмитомному зібранні творів Гі де Мопассана, виданому видавництвом «Дніпро».

## Сюжет
Ніколя Туссен — знайда, який у 15 років став калікою. Відтоді вже сорок років як він шкандибає на милицях між кількома селами. Селянам обридло його бачити щодня, тому замість милостині вони гонять його звідусіль. За кілька грудневих днів Ніколя не вдалося нічим поживитися, він спробував вкрасти курку, але був упійманий фермером на гарячому. Туссена заарештували, але він нічого не міг сказати на свій захист, оскільки за багато років самотності майже розучився розмовляти. Наступного дня на межі сил він здійснив перехід на милицях до міської в'язниці. Міські жандарми забули його погодувати. Наступного дня жебрак помер з голоду — «яка несподіванка!».

## Аналіз твору
Новела «Жебрак» написана письменником у гостросатиричному стилі. Він малює яскраву у своїй реалістичності й водночас відразливу картину суспільної байдужості. Спочатку Ніколя Туссена кидають батьки, потім знайду лише доглядають, забуваючи при цьому чогось навчити. У 15 років після ампутації ніг юнак знаходить прихисток у милосердної баронеси, яка надає йому житло (буду з соломою), хліб (в буквальному сенсі) і дрібні монети. Та не маючи фаху, після смерті благодійниці він залишається у повній самотності. Селянам з роками набридає його підгодовувати. Під час крадіжки ніхто не питає в «злочинця» про причину злочину. Забувають його годувати і в місцях утримання під вартою. Показово, що жоден із людей, не бажав йому смерті свідомо, вони просто робили маленький щоденний вибір на користь власних егоїстичних інтересів. Маленька бездіяльність чи халатність кожного з членів суспільства з роками зливаються у непереборну хвилю відчуження, яка і знищує безпорадного каліку. З точки зору психології, життя Ніколя Туссена являє собою класичну картину соціальної депривації.